# كبريتيد الزنك
 كبريتيد الزنك مركب كيميائي له الصيغة ZnS، ويكون على شكل مسحوق بلوري أصفر.

## الخواص
- انحلالية مركب كبريتيد الزنك ضعيفة في الماء، كما يشير جداء الانحلال في المعادلة أدناه:

ZnS ⇌ Zn 2+ + S 2-، KS = 10 −24
- يتفكك مركب كبريتيد الزنك من أثر الأحماض عليه محرراً غاز كبريتيد الهيدروجين كما في المعادلة:

ZnS + 2H + → Zn 2+ + H2S

## الوفرة الطبيعية والتحضير
يوجد مركب كبريتيد الزنك في الطبيعة في معدني السفاليريت والفورتزيت.
يحضر مخبرياً من تمرير غاز كبريتيد الهيدروجين على محلول من أملاح الزنك أو باستخدام أحد أملاح الكبريتيدات.
Zn 2+ + S 2− → ZnS

## الاستخدامات
- يتميز مركب كبريتيد الزنك مثل أكسيد الزنك بخواص التألق لذا يستعمل ضمن شاشات التألق في أنابيب الأشعة المهبطية على سبيل المثال، وفي العديد من التطبيقات المشابهة الأخرى.
- يستعمل أيضاً كخضاب مع كبريتات الباريوم في ملون ليثوبون الأبيض.